# 関節痛
関節痛（かんせつつう、Arthralgia）とは、関節に痛みがみられる症状のことである。この症状は、外傷、感染、病気（ある種の関節炎）、または医薬品のアレルギーなどによって現れる。

## Arthralgia
Arthralgiaは、ギリシャ語で関節を意味するarthro-と、痛みを意味する-algosから来ている。
MeSHによると、炎症以外の場合には "Arthralgia"、炎症の場合は "arthritis"（関節炎） と使い分けがされている。

## 関節痛が出るケース
- 関節リウマチ
- 全身性エリテマトーデス
- ウイルス性関節炎
- インフルエンザ
- エーラス・ダンロス症候群
- 反応性関節炎
- リウマチ熱
- ライム病
- 淋病
- 靭帯弛緩
- 痛風
- 偽痛風
- ベーチェット病
- 外傷
- 変形性膝関節症
- 化膿性関節炎
- 関節血腫